# Samuel Fuchs
Samuel Fuchs (Curitiba, 4 de março de 1984) é um ex-voleibolista indoor brasileiro que atuava na posição de ponteiro. Atuou pela seleção brasileira de 2005 a 2008, conquistando uma medalha de prata nos Jogos Olímpicos de Pequim em 2008, e um título do Campeonato Mundial no Japão em 2006.

## Carreira
Praticante de esportes desde a infância, Fuchs trocou a ginástica olímpica pelo voleibol aos 14 anos de idade no Santa Mônica Clube de Campo. Três anos depois se transferiu para o Telemig Celular/Minas. Logo após os Jogos Olímpicos de Pequim em 2008, rompeu o tendão supraespinhal enquanto atuava pelo Lokomotiv-Belogorie Belgorod, clube da Rússia.

## Clubes
- Telemig Celular/Minas: 2001–2002 e 2005–2006
- Plataneros de Corozal: 2004–2005
- Lokomotiv-Belogorie Belgorod: 2007–2008
- Ulbra/Suzano: 2008–2009
- Sada Cruzeiro Vôlei: 2009–2010
- Vivo/Minas: 2012–2013
- Fiat/Gerdau/Minas: 2014–2015
- Voleisul/Paquetá Esportes: 2015–2016
- Fiat/Gerdau/Minas: 2016–2017